# Forum (Kultur)
Ein Forum im allgemeinen Sinn ist ein realer Ort oder ein virtueller (Internetforum) Raum, wo Fragen gestellt und beantwortet werden und Menschen miteinander Ideen und Meinungen austauschen können. In kulturellen Zusammenhängen wird unter dem Wort also generell eine Begegnungs- und Kommunikationsstätte verstanden – etwa ein „Forum der Wissenschaft“ oder ein „Forum der Öffentlichkeit“.
Ursprünglich stammt der Begriff „Forum“ aus dem Lateinischen und stand damals für einen zentralen Platz in Rom oder anderen Städten des Römischen Reiches, der als Marktplatz, für Gerichtsprozesse, Volksversammlungen, Heerschauen und dergleichen genutzt wurde (siehe Forum (Platz)).
Forum als Titel von Zeitschriften:
- Forum Archaeologiae, Zeitschrift für klassische Archäologie
- Forum Classicum, altsprachliche Zeitschrift
- Kunstforum International

Siehe auch: Kunstforum und Wissenschaftsforum